# Silvinichthys
Silvinichthys és un gènere zoològic de peix gat (ordre Siluriformes, comunament denominats llapis o peixos gat paràsits) de la família de les Trichomycteridae.

## Taxonomia
- Silvinichthys bortayro (Fernández & de Pinna, 2005)
- Silvinichthys mendozensis (Arratia, Chang, Menu-Marque & Rojas, 1978)